# 시게마쓰 겐타로
시게마쓰 겐타로(일본어: 重松 健太郎, 1991년 4월 15일 ~ )는 일본의 축구 선수이다.

## 구단 경력
그는 2010년부터 2024년까지 J리그의 FC 도쿄, 아비스파 후쿠오카, 방포레 고후, 에히메 FC, 도치기 SC, FC 마치다 젤비아, 가마타마레 사누키, 가이나레 돗토리에서 활동하였다.